# Lycosa perkinsi
Lycosa perkinsi är en spindelart som beskrevs av Simon 1904. Lycosa perkinsi ingår i släktet Lycosa och familjen vargspindlar. Inga underarter finns listade i Catalogue of Life.